# Callejón de Huaylas
Pour les articles homonymes, voir Callejon.
La Callejón de Huaylas est une vallée située dans la région d'Ancash au Pérou.

## Situation
Elle est située le long de la partie supérieure du Río Santa dans le département d’Áncash au Pérou, entre la cordillère Blanche et la cordillère Noire.

## Tourisme
Ses montagnes, ses villages pittoresques et son climat tempéré en font une zone très attractive pour les touristes.